# Weltmeisterschaften im Gewichtheben 1996
Die 10. Weltmeisterschaften im Gewichtheben der Frauen fanden vom 3. bis 11. Mai 1996 in der polnischen Hauptstadt Warschau statt. An den von der International Weightlifting Federation (IWF) im Zweikampf (Reißen und Stoßen) ausgetragenen Wettkämpfen nahmen 102 Gewichtheberinnen aus 24 Nationen teil.

## Medaillengewinner

### Frauen

#### Klasse bis 46 Kilogramm
| Disziplin | Gold      | Gold     | Silber            | Silber   | Bronze            | Bronze   |
| --------- | --------- | -------- | ----------------- | -------- | ----------------- | -------- |
| Reißen    | Guan Hong | 77,5 kg  | Tsai Huey-woan    | 70,0 kg  | N. Kunjarani Devi | 67,5 kg  |
| Stoßen    | Guan Hong | 95,0 kg  | N. Kunjarani Devi | 90,0 kg  | Tsai Huey-woan    | 87,5 kg  |
| Zweikampf | Guan Hong | 172,5 kg | N. Kunjarani Devi | 157,5 kg | Tsai Huey-woan    | 157,5 kg |

#### Klasse bis 50 Kilogramm
| Disziplin | Gold       | Gold     | Silber          | Silber   | Bronze          | Bronze   |
| --------- | ---------- | -------- | --------------- | -------- | --------------- | -------- |
| Reißen    | Liu Xiuhua | 80,0 kg  | Choi Myung-shik | 80,0 kg  | Chu Nan-mei     | 77,5 kg  |
| Stoßen    | Liu Xiuhua | 105,0 kg | Chu Nan-mei     | 95,0 kg  | Choi Myung-shik | 95,0 kg  |
| Zweikampf | Liu Xiuhua | 185,0 kg | Choi Myung-shik | 175,0 kg | Chu Nan-mei     | 172,5 kg |

#### Klasse bis 54 Kilogramm
| Disziplin | Gold          | Gold     | Silber        | Silber   | Bronze            | Bronze   |
| --------- | ------------- | -------- | ------------- | -------- | ----------------- | -------- |
| Reißen    | Zhang Xixiang | 87,5 kg  | Kuo Ping-chun | 85,0 kg  | Karnam Malleswari | 85,0 kg  |
| Stoßen    | Zhang Xixiang | 110,0 kg | Kuo Ping-chun | 102,5 kg | Karnam Malleswari | 102,5 kg |
| Zweikampf | Zhang Xixiang | 197,5 kg | Kuo Ping-chun | 187,5 kg | Karnam Malleswari | 187,5 kg |

#### Klasse bis 59 Kilogramm
| Disziplin | Gold             | Gold     | Silber               | Silber   | Bronze               | Bronze   |
| --------- | ---------------- | -------- | -------------------- | -------- | -------------------- | -------- |
| Reißen    | Chen Xiaomin     | 99,0 kg  | Maria Christoforidou | 90,0 kg  | Yuriko Takahashi     | 85,0 kg  |
| Stoßen    | Yuriko Takahashi | 112,5 kg | Chen Xiaomin         | 110,0 kg | Maria Christoforidou | 107,5 kg |
| Zweikampf | Chen Xiaomin     | 207,5 kg | Maria Christoforidou | 197,5 kg | Yuriko Takahashi     | 197,5 kg |

#### Klasse bis 64 Kilogramm
| Disziplin | Gold       | Gold     | Silber        | Silber   | Bronze            | Bronze   |
| --------- | ---------- | -------- | ------------- | -------- | ----------------- | -------- |
| Reißen    | Li Hongyun | 106,0 kg | Chen Jui-lien | 100,0 kg | Bénédicte Comblez | 90,0 kg  |
| Stoßen    | Li Hongyun | 120,0 kg | Chen Jui-lien | 115,0 kg | Choi Eun-ja       | 115,0 kg |
| Zweikampf | Li Hongyun | 225,0 kg | Chen Jui-lien | 215,0 kg | Huang Hsi-li      | 202,5 kg |

#### Klasse bis 70 Kilogramm
| Disziplin | Gold         | Gold     | Silber          | Silber   | Bronze              | Bronze   |
| --------- | ------------ | -------- | --------------- | -------- | ------------------- | -------- |
| Reißen    | Ilona Dankó  | 97,5 kg  | Tang Weifang    | 95,0 kg  | Irina Komendanskaja | 92,5 kg  |
| Stoßen    | Tang Weifang | 127,5 kg | Irina Kassimowa | 122,5 kg | Kim Dong-hee        | 120,0 kg |
| Zweikampf | Tang Weifang | 222,5 kg | Irina Kassimowa | 212,5 kg | Kim Dong-hee        | 212,5 kg |

#### Klasse bis 76 Kilogramm
| Disziplin | Gold   | Gold     | Silber       | Silber   | Bronze                 | Bronze   |
| --------- | ------ | -------- | ------------ | -------- | ---------------------- | -------- |
| Reißen    | Li Yan | 97,5 kg  | Mária Takács | 95,0 kg  | Theresa Brick          | 95,0 kg  |
| Stoßen    | Li Yan | 127,5 kg | Mária Takács | 120,0 kg | Panagiota Antonopoulou | 120,0 kg |
| Zweikampf | Li Yan | 225,0 kg | Mária Takács | 215,0 kg | Panagiota Antonopoulou | 210,0 kg |

#### Klasse bis 83 Kilogramm
| Disziplin | Gold          | Gold     | Silber        | Silber   | Bronze        | Bronze   |
| --------- | ------------- | -------- | ------------- | -------- | ------------- | -------- |
| Reißen    | Wei Xiangying | 110,0 kg | Chen Shu-Chih | 107,5 kg | María Urrutia | 100,0 kg |
| Stoßen    | María Urrutia | 135,0 kg | Chen Shu-Chih | 135,0 kg | Wei Xiangying | 132,5 kg |
| Zweikampf | Wei Xiangying | 242,5 kg | Chen Shu-Chih | 242,5 kg | María Urrutia | 235,0 kg |

#### Klasse über 83 Kilogramm
| Disziplin | Gold              | Gold     | Silber            | Silber   | Bronze            | Bronze   |
| --------- | ----------------- | -------- | ----------------- | -------- | ----------------- | -------- |
| Reißen    | Karoliina Lundahl | 107,5 kg | Wan Ni            | 102,5 kg | Sylvie Iskin      | 102,5 kg |
| Stoßen    | Wan Ni            | 137,5 kg | Chen Hsiao-lien   | 130,0 kg | Karoliina Lundahl | 125,0 kg |
| Zweikampf | Wan Ni            | 240,0 kg | Karoliina Lundahl | 232,5 kg | Chen Hsiao-lien   | 227,5 kg |

## Medaillenspiegel
Die Platzierungen im Medaillenspiegel sind nach der Anzahl der gewonnenen Goldmedaillen sortiert, gefolgt von der Anzahl der Silber- und Bronzemedaillen (lexikographische Ordnung). Weisen zwei oder mehr Nationen eine identische Medaillenbilanz auf, werden sie alphabetisch geordnet auf dem gleichen Rang geführt.
| Rang | Nation              | Gold | Silber | Bronze | Gesamt |
| ---- | ------------------- | ---- | ------ | ------ | ------ |
| 1.   | Volksrepublik China | 23   | 3      | 1      | 27     |
| 2.   | Ungarn              | 1    | 3      | 0      | 4      |
| 3.   | Finnland            | 1    | 1      | 1      | 3      |
| 4.   | Japan               | 1    | 0      | 2      | 3      |
| 4.   | Kolumbien           | 1    | 0      | 2      | 3      |
| 6.   | Chinesisch Taipeh   | 0    | 12     | 6      | 18     |
| 7.   | Indien              | 0    | 2      | 4      | 6      |
| 7.   | Südkorea            | 0    | 2      | 4      | 6      |
| 9.   | Griechenland        | 0    | 2      | 3      | 5      |
| 10.  | Russland            | 0    | 2      | 1      | 3      |
| 11.  | Frankreich          | 0    | 0      | 2      | 2      |
| 12.  | Kanada              | 0    | 0      | 1      | 1      |